# Ноай, Мария-Виктория де
Мария-Виктория-София де Ноай, графиня Тулузская (Мари-Виктуар-Софи; фр. Marie-Victoire-Sophie de Noailles, 6 мая 1688, Версаль — 30 сентября 1766, Париж) — французская придворная дама. Дочь Анн-Жюль де Ноай, 2-го герцога де Ноай и Мари-Франсуазы де Бурнонвиль. Её вторым супругом был Луи-Александр де Бурбон, граф Тулузский, младший узаконенный сын короля Франции Людовика XIV и его фаворитки мадам де Монтеспан.

## Биография
Мария-Виктория родилась в Версале 6 мая 1688 года. Она была тринадцатой из 18 детей в семье. Несколько её сестёр стали жёнами отпрысков известных дворянских семей Франции. Её сестра Мария-Кристина в 1687 году вышла замуж за Антуана де Грамона, герцога де Гиша. Другая сестра, Люсия-Фелицита, вышла замуж за Виктора Мари д’Эстре, племянника знаменитой любовницы короля Генриха IV Габриэль д’Эстре. Ещё одна сестра вышла замуж за Шарля де ла Бом ле Бланка, племянника Луизы де ла Вальер, и стала матерью Луи-Сезара де ла Бом ле Блана.

### Первый брак
В 1707 году Мария-Виктория вышла замуж за Луи де Пардайан де Гондрена (1688—1712) , чей отец, Луи Антуан де Пардайан де Гондрен был сыном Луи Анри де Пардайан  де Гондрен, маркиза де Монтеспан, и его жены Франсуазы-Атенаис Рошешуар де Мортемар. Таким образом, в то время как её первый муж был внуком мадам де Монтеспан, второй — граф де Тулузский (1678—1737) — был сыном мадам де Монтеспан и короля Людовика XIV и приходился дядей её первому мужу, но был лишь на 10 лет его старше.
Во время своего первого брака Мария-Виктория, маркиза де Гондрен, была фрейлиной внучки короля, герцогини Бургундской, будущей дофины Франции и матери короля Людовика XV.
От первого брака у Марии-Виктории было двое детей:
- Луи де Пардайан де Гондрен (1707—1743), герцог де Антен
- Антуан-Франсуа де Пардайан де Гондрен (1709—1741), маркиз де Гондрен

В 1712 году умерли и её супруг, и герцогиня Бургундская.

### Второй брак
2 февраля 1723 года 34-летняя Мария-Виктория на тайной церемонии сочеталась браком с графом Тулузским, узаконенным младшим сыном Людовика XIV и мадам де Монтеспан. О браке было объявлено только после смерти Регента в декабре того же года.
После свадьбы с графом Мария-Виктория стала графиней Тулузской, герцогиней Вандомской, герцогиней Рамбуйской, герцогиней Арк-ан-Барруа, герцогиней Шато-Вавилонской и герцогиней Пентьеврской.
Спустя два года после свадьбы Мария-Виктория родила их единственного ребёнка, сына и единственного наследника своего отца: Луи-Жан-Мари де Бурбона (1725—1793), герцога де Пентьевра, который был основателем дома Бурбон-Пентьевр.
Граф и графиня Тулузские имели официальные покои в Версале. Их апартаменты, которые впоследствии были переданы дочерям нового короля Людовика XV, располагались на первом этаже дворца и ранее принадлежали матери графа — мадам де Монтеспан.

### Вдовство

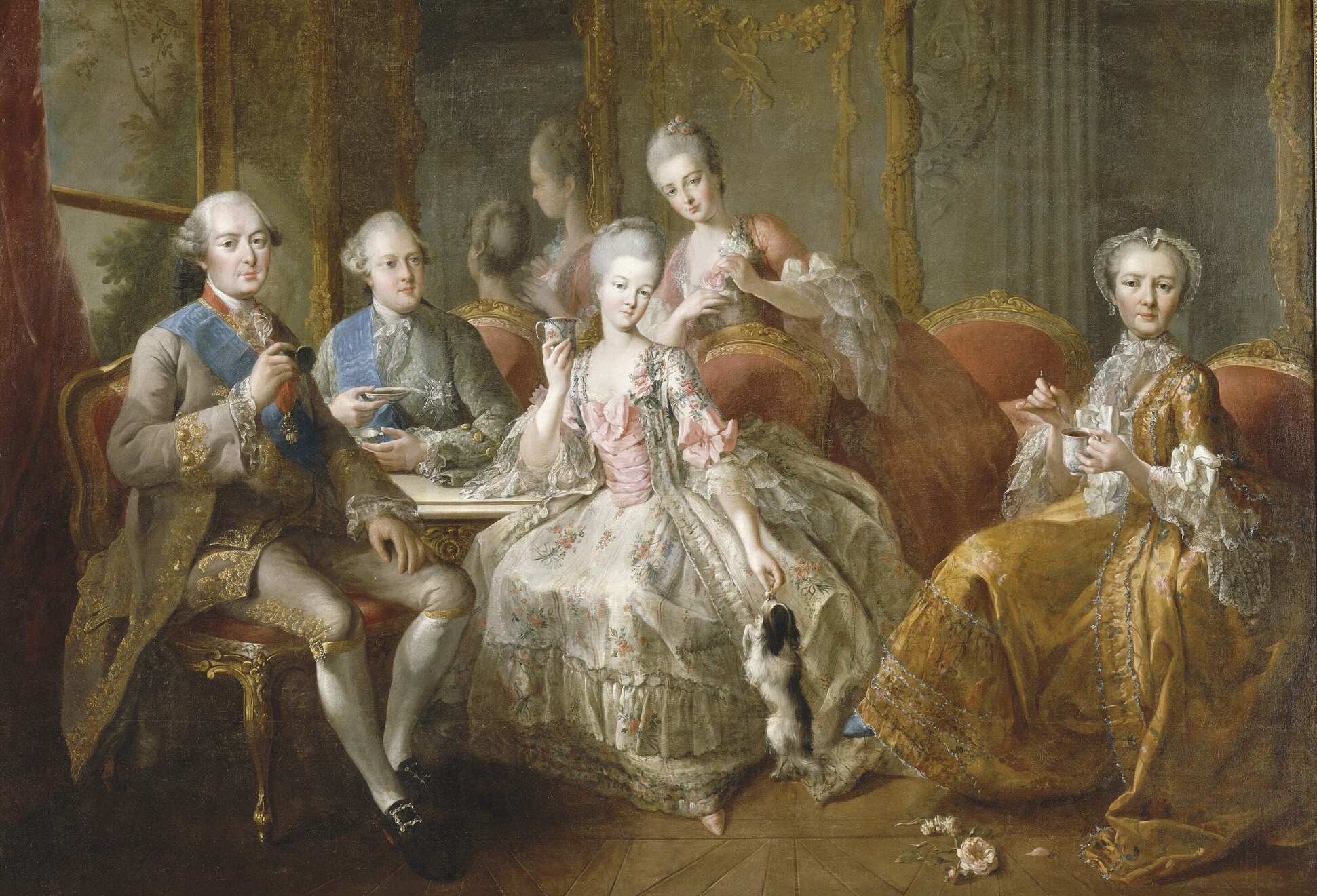
Чашка шоколада (1768), портрет работы Ж.-Б. Шарпантье ле Вьё. Слева направо — герцог де Пентьевр (1725—1793), его сын принц Ламбаль (1747—1768), его невестка принцесса Ламбаль (1749—1792) с собачкой, его дочь мадемуазель де Пентьевр (1753—1821) и его мать Мария-Виктория, графиня Тулузская (коллекция Версаля)

Граф Тулузский скончался 1 декабря 1737 года. В 1744 году Мария-Виктория помогла устроить свадьбу своего сына. Невестой она выбрала итальянскую принцессу Марию Терезу Фелициту д’Эсте, которая также была потомком мадам де Монтеспан. Невеста была внучкой Франсуазы-Марии де Бурбон, сестры графа де Тулузского, которая вышла замуж за герцога Орлеанского, регента Франции во время малолетства короля Людовика XV.
У Марии-Виктории были очень хорошие отношения с королём Людовиком XV, который был крёстным отцом её сына. Согласно книге Нэнси Митфорд о мадам де Помпадур, она была единственной женщиной, которой было разрешено видеть молодого короля без предварительного назначения официальной встречи. Она также имела доступ ко всем его частным государственным документам. После того, как его мать умерла, когда ему было всего два года, Мария-Виктория фактически заменила её Людовику.
30 сентября 1766 года Мария-Виктория умерла в отеле де Тулуз, парижском особняке, купленном её мужем в 1713 году. Она была похоронена рядом со своим мужем в семейном склепе в церкви Сен-Любина X века в тогдашней деревне Рамбуйе. В ноябре 1783 года, после продажи замка Рамбуйе и его обширной территории королю Людовику XVI, её сын герцог де Пентьевр перенёс останки своих матери и отца, жены и покойных детей в Королевскую капеллу в Дрё.

## Потомки
Мария-Виктория является прямым предком современного Орлеанского дома через свою внучку Марию-Аделаиду де Бурбон, жену Филиппа Эгалите, которая была матерью короля Франции Луи-Филиппа I. Через Орлеанский дом она также является предком современных бельгийских, бразильских, болгарских королевских семей.

## Титулы и обращения
- 6 мая 1688 — 25 января 1707: Мария-Виктория де Ноай
- 25 января 1707 — 22 февраля 1712: Маркиза де Гондрен
- 22 февраля 1712 — 2 февраля 1723: Вдовствующая маркиза де Гондрен
- 2 февраля 1723 — 1 декабря 1737: Её Светлость графиня Тулузская
- 1 декабря 1737 — 30 сентября 1766: Её Светлость вдовствующая графиня Тулузская